# Premochtherus alashanicus
Premochtherus alashanicus är en tvåvingeart som beskrevs av Pavel Lehr 1996. Premochtherus alashanicus ingår i släktet Premochtherus och familjen rovflugor. Inga underarter finns listade i Catalogue of Life.